# René Pöltl
René Pöltl (* 30. Juli 1967 in Heidelberg) ist ein deutscher Jurist und Politiker (seit 2024 Freie Wähler).
Er studierte nach dem Abitur von 1987 bis 1992 Jura an der Universität Heidelberg. Bis 1995 war er Referendar beim Landgericht Heidelberg, ehe er zum Rechtsamt der Stadtverwaltung Heidelberg wechselte und 2003 zum Leiter des Ordnungsamtes ernannt wurde. Seine Promotion legte er 1999 berufsbegleitend ab.
2006 wechselte der parteilose Pöltl zur Stadt Schwetzingen, wo er zum Ersten Bürgermeister gewählt wurde. 2008 wurde er mit 90,67 Prozent der Stimmen im ersten Wahlgang zum Oberbürgermeister der Stadt Schwetzingen gewählt. Er trat die Nachfolge des zurückgetretenen Bernd Junker an. Am 18. September 2016 wurde er durch Wiederwahl im Amt des Oberbürgermeisters bestätigt.
Im Januar 2024 gab Pöltl bekannt, bei der OB-Wahl im folgenden September nicht erneut zu kandidieren. Es folgte, im Februar 2024, die Bekanntgabe seines Beitritts zu den Freien Wähler. Pöltl schied Ende Oktober 2024 aus dem Amt des Oberbürgermeister aus; ihm folgte Matthias Steffan nach.